# Italijanska kuhinja
Italijanska kuhinja vključuje globoko zakoreninjene tradicije, skupne celotni Italiji, pa tudi vse regionalne gastronomije, ki se med seboj razlikujejo, zlasti med severnim in južnim delom Italije, ki se nenehno izmenjujeta. Številne jedi, ki so bile nekoč regionalne, so se po vsej državi razširile z različnimi različicami. Italijanska kuhinja ponuja številne okuse in je ena najbolj priljubljenih in kopiranih kulinarik po vsem svetu. Italijanska kulinarika je vplivala na številne druge kulinarike po vsem svetu, predvsem na ameriško. 
Ena od glavnih značilnosti italijanske kuhinje je njena preprostost, saj je veliko jedi sestavljenih iz malo sestavin, zato se italijanski kuharji pogosto zanašajo na kakovost sestavin, ne pa na način priprave. Italijanska kuhinja je vir cene v višini več kot 200 milijard evrov po vsem svetu.
Najbolj priljubljene jedi in recepte so skozi stoletja pogosto ustvarjali bolj navadni ljudje kot pa kuharji, zato so številni italijanski recepti primerni za domačo in vsakodnevno kuhanje, s spoštovanjem regionalnih posebnosti in prednostjo le surovin in sestavin iz regija izvora jedi in ohranjanje njene kakovosti.

## Galerija
- Tradicionalna pica Margerita iz Neapelja
- Različne vrste testenin
- Bazilika pesto
- Sir Parmigiano Reggiano
- Olivno olje
- Orecchiette z omako cime di rapa
- Pasta con i peperoni cruschi, tradicionalna jed iz Bazilikate
- 'Nduja s kruhom, s kosom 'Nduja klobase v ozadju.
- Parmigiana di melanzane
- Mocarela
- Piadina
- Tagliatelle z ragùjem
- Frico
- Focaccia z rožmarinom. Focaccia je široko povezana z ligursko kuhinjo
- Špageti alla carbonara
- Ossobuco postrežejo z milansko rižoto
- Jed pizzoccheri
- Ocvrte olive
- Agnolotti
- Testenine alla Norma
- Kruhovi cmoki v goveji juhi
- Ogrska salama
- Arancini
- Pečena lazanja z ragùjem
- Polenta bagna cauda
- Carasau
- Espresso
- Toskansko vino Chianti
- Prosecco
- Paneton je tradicionalna božična sladica
- Italijanski sladoled
- Tiramisu